# Wigilia Bożego Narodzenia
Wigilia Bożego Narodzenia, wigilia świąt Bożego Narodzenia (wieczerza wigilijna, wieczór wigilijny, niekiedy także Gwiazdka) (z łaciny vigilia – czuwanie, straż; vigilare – czuwać) – w tradycji chrześcijańskiej dzień poprzedzający Boże Narodzenie, kończący okres adwentu; w Polsce także uroczysta kolacja spożywana tego dnia. Od 2025 r. jest dniem wolnym od pracy w Polsce.

## Geneza
Początki Wigilii sięgają prawdopodobnie obchodów Saturnaliów w starożytnym Rzymie, gdzie rozwijało się chrześcijaństwo. Najstarszym świadectwem obchodów Bożego Narodzenia jest wzmianka w kalendarzu świąt kościelnych z 354 r. W początkach chrześcijaństwa Boże Narodzenie obchodzono w różnych terminach, ostatecznie nieprzypadkowo wyznaczono datę 25 grudnia jako przeciwwagę dla pogańskich uroczystości solarnych obchodzonych w porze przesilenia zimowego.

## Data
W tradycyjnym rzymskim kalendarzu liturgicznym wigilia Bożego Narodzenia jest obchodzona 24 grudnia. W obrządku rzymskim zreformowanym po soborze watykańskim II dniem poprzedzającym Boże Narodzenie jest dalej 24 grudnia, ale w terminologii liturgicznej nie ma już wspomnianego określenia.
W Kościołach, posługujących się kalendarzem juliańskim (Kościoły prawosławne i niektóre greckokatolickie) wigilia Bożego Narodzenia przypada 6 stycznia.
W Kościołach ormiańskich Boże Narodzenie obchodzi się razem z Epifanią, więc wigilia Bożego Narodzenia przypada 5 stycznia (np. w Kościele ormiańskokatolickim w Polsce, posługującym się kalendarzem gregoriańskim) lub 18 stycznia (w Kościołach, posługujących się kalendarzem juliańskim, np. w Ziemi Świętej).
Według przepisów liturgicznych obowiązujących w obrządku rzymskim do 1955 wigilia Bożego Narodzenia, jeżeli dzień 24 grudnia przypadał w niedzielę, była obchodzona w sobotę 23 grudnia. Według tradycji ludowej (wciąż żywej np. na Kielecczyźnie), w latach, gdy 24 grudnia wypada w niedzielę, wigilia nie mogła być obchodzona, ponieważ „niedziela nie przyjmuje postu”. W takim przypadku wieczerzę wigilijną urządzano już w sobotę, a Boże Narodzenie świętowało się przez trzy dni.

## Wigilia Bożego Narodzenia w Polsce

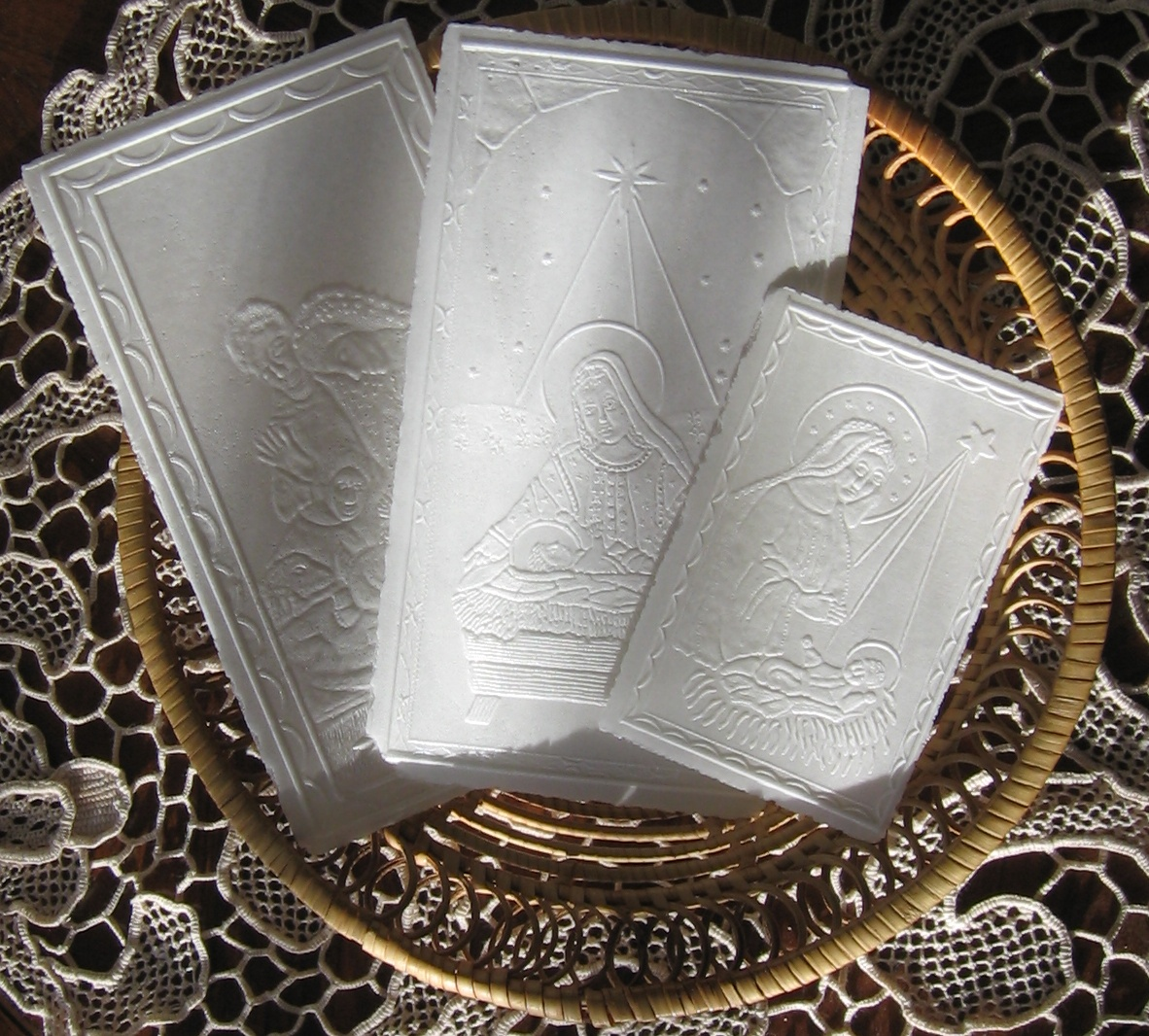
Wieczerzę wigilijną w Polsce rozpoczyna łamanie się opłatkiem

Zgodnie z tradycją w Polsce wieczerza wigilijna rozpoczyna się wraz z „pierwszą gwiazdką na niebie”. Jest to symboliczne nawiązanie do Gwiazdy Betlejemskiej zwiastującej narodziny Jezusa, którą według Biblii na wschodniej stronie nieba ujrzeli Trzej Królowie. Wieczerzę, jak każe obyczaj, postną, rozpoczyna się modlitwą i czytaniem fragmentu Ewangelii Mateusza, Łukasza lub Jana w części dotyczącej narodzin Jezusa. Potem uczestnicy wieczerzy wzajemnie przełamują się opłatkiem, jednocześnie składając sobie życzenia. Na stole przykrytym białym obrusem z wiązką sianka pod spodem ustawia się o jedno nakrycie więcej, niż wynosi liczba zgromadzonych osób. Dodatkowe miejsce przy stole wigilijnym przeznaczone jest dla niezapowiedzianego gościa, a zwyczaj ten upowszechnił się w XIX wieku. Ważnym zwyczajem towarzyszącym wigilii Bożego Narodzenia jest śpiewanie kolęd. Często też pod choinką umieszczane są prezenty, które wedle tradycji przynosić ma gwiazdor, św. Mikołaj, dzieciątko, aniołek lub gwiazdka.
Ziemiański model obchodzenia Wigilii z XIX wieku zakładał przygotowanie prostych, tradycyjnych potraw z łatwo dostępnych składników, skromne dekoracje, wspólnie spędzony wieczór podczas którego kolędowano i wspominano osoby zmarłe.
Obyczaje miejskie często różniły się od wiejskich. Julian Wieniawski w dziele Listy Jordana do Pana Jana ukazany jest dobrobyt oraz obfite, bogate dekoracje oraz czystość na stole wigilijnym w mieście. We wsi natomiast jadalnia była dekorowana ,,festonami choiny i świerku”, na stole stały domowe wyroby spożywcze.

### Potrawy wigilijne
W zależności od regionu i tradycji rodzinnych zestaw wigilijnych potraw jest różny, ale zwyczajowo na wigilijnym stole powinny znaleźć się wszystkie płody ziemi, a potraw powinno być dwanaście. Każdej należy spróbować, co ma zapewnić szczęście przez cały rok. Do najbardziej typowych należą: barszcz z uszkami (wymiennie w niektórych regionach Polski z białym żurem, zupą grzybową, zupą owocową lub zupą rybną), ryby, przyrządzane na różne sposoby, z najbardziej tradycyjnym karpiem smażonym i w galarecie, kapusta z grochem, kapusta z grzybami, pierogi z kapustą, kasza z suszonymi grzybami, fasola z suszonymi śliwami, paszteciki z grzybami, kluski z makiem, cukrem i miodem, makiełki, chałka z kompotem z suszonych owoców, zupa migdałowa czy z tradycji wschodniej kulebiak, gołąbki i kutia. Na Śląsku potrawami wigilijnymi są moczka i makówki. Zgodnie z polskim zwyczajem potrawy wigilijne powinny być postne, czyli bezmięsne i bez użycia tłuszczów zwierzęcych. Post wigilijny jest zwyczajem dość powszechnie przestrzeganym, mimo że w wielu wyznaniach chrześcijańskich nie jest nakazany. Biskupi rzymskokatoliccy zachęcają do zachowania tego zwyczaju „ze względu na wyjątkowy charakter tego dnia w Polsce”.
W drugiej połowie XIX w. Maria Marciszewska stworzyła spis klasycznych dań wigilijnych w Polsce. Znajdowały się tam:
- Zupa migdałowa – podawana była z ryżem i rodzynkami.
- Druga zupa – barszcz z uszkami bądź zupa rybna z farszem.
- Szczupak na szaro w kwasie z cytryną i rodzynkami.
- Okunie posypane jajami i oblane masłem.
- Szczupak na żółto, podawany na zimno.
- Karp na zimno, podawany z rumianym sosem i rodzynkami.
- Pasztet z wątróbek rybnych (chucherek) w cieście francuskim.
- Susz ze śliwek, wiśni i gruszek.
- Strucle z mleka migdałowego lub makowego, były podawane zamiast chleba[9].

Do stołu podawano zazwyczaj wino. W niektórych domach zamiast alkoholu podawano wodę w karafce.

### Wierzenia i przesądy wigilijne
Wigilia świąt Bożego Narodzenia obfituje w przesądy rzekomo posiadające niezwykłą moc, zazwyczaj mające swój początek w dawnych, lokalnych wierzeniach pogańskich. Jeszcze w XIX wieku wierzono, że podczas wieczerzy wigilijnej ujrzeć można osobę zmarłą w bieżącym roku – byleby tylko wyjść do sieni i spojrzeć do izby przez dziurkę od klucza, a ujrzy się ją siedzącą wespół z innymi. Do niedawna wierzono, że na wieczerzy wigilijnej pojawiają się dusze zmarłych. Dla takiego „przybysza z zaświatów” zostawiano nawet wolne miejsce przy stole – zwyczaj ten przypuszczalnie przetrwał do dzisiaj jako wolne miejsce pozostawione dla niespodziewanego przybysza. Przesądnie wierzono też, że nieposzanowanie świętego wieczoru może wywołać różne nieszczęścia. Do dzisiaj przestrzega się, aby w czas Wigilii nie kłócić się i okazywać sobie wzajemnie życzliwość. Przetrwał przesąd, że jeśli w wigilijny poranek pierwszym gościem w domu będzie młody chłopiec, przyniesie to szczęśliwy rok. Istnieje też zwyczaj umieszczania grosika w jednym uszku w barszczu – temu kto na niego trafi będzie przypisywało szczęście w nadchodzącym roku. Wszelkie zranienia oraz choroby w czasie świąt odbierano jako zapowiedź kłopotów ze zdrowiem. Myśliwi w dniu Wigilii tradycyjnie udają się na polowanie, a jego pomyślny wynik ma zapewnić opiekę patrona łowiectwa św. Huberta. Istnieje tradycja aby spróbować każdej z dwunastu wigilijnych potraw po to aby nie zabrakło jej w następnym roku. Niektórzy pozostawiają w portfelu łuski karpia „na szczęście”. Jeden z przesądów wigilijnych głosi, że w noc wigilijną można usłyszeć zwierzęta mówiące ludzkim głosem.

## Wigilia Bożego Narodzenia na świecie
Wigilia świąt Bożego Narodzenia nie jest świętem, ale w polskiej obyczajowości i tradycji jest, począwszy od uroczystej kolacji, dniem obchodzonym świątecznie i powszechnie uważanym za najbardziej rodzinny dzień w roku (w wielu krajach nie ma aż takiego znaczenia). Podobnie jak w Polsce, Wigilię obchodzi się na Litwie, w Czechach i na Słowacji, zazwyczaj z wieloma zapożyczeniami ze starosłowiańskiego Święta Godowego.
Zwyczaj łamania się opłatkiem jest nieznany poza Polską, Litwą i Białorusią. W wielu krajach nie ma postu (również w Polsce nie jest obecnie obowiązkowy) ani pasterki.
Wigilia Bożego Narodzenia (24 grudnia) jest ustawowo dniem wolnym od pracy w wielu państwach m.in. w Czechach, Słowacji, Bułgarii, Finlandii, Litwie, Łotwie, Estonii, Cyprze, San Marino, Wenezueli, a w Islandii (od godziny 12:00).

### Kraje europejskie
- W Wielkiej Brytanii w Wigilię większość osób pracuje. W pierwszy dzień świąt Bożego Narodzenia charakterystycznym daniem obiadowym jest pieczony indyk z żurawiną. W Boże Narodzenie Brytyjczycy rozdają też sobie nawzajem prezenty[27].
- Wigilii nie ma również w Holandii i coraz częściej w Belgii, gdzie zamieniana jest na uroczyste śniadanie świąteczne w restauracji.
- W Belgii Wigilia jest dniem przeznaczonym na ceremonie religijne i jasełka.
- We Francji najważniejszy jest obiad świąteczny, z pasztetem strasburskim z gęsiej lub kaczej wątróbki (foie gras), ostrygami i wędzonym łososiem. Powszechnie podczas Wigilii jada się mięso drobiowe, zwłaszcza indyka.
- W Danii podczas Wigilii podaje się pieczoną kaczkę, a na zakończenie ryż z migdałami.
- W Austrii na wigilijnym stole znajduje się karp lub kaczka, a w Niemczech jest to bardziej wystawna obiadokolacja, składająca się najczęściej z sałatki z ziemniakami i parówek.
- W Norwegii podczas Wigilii podaje się żeberka wieprzowe (po norwesku ribbe) i gotowane mięso owcze (po norwesku pinnekjøtt) lub specjalne danie przygotowane z solonej i gotowanej ryby (która wcześniej leżała w ługu sodowym przez 2–3 dni), którą następnie podaje się z boczkiem. Potrawa ta nosi nazwę lutefisk[28].
- W Grecji od rana dzieci chodzą po kolędzie. Na każdym stole znajduje się Chleb Chrystusa – duże słodkie bochenki w różnych kształtach i z różnymi zdobieniami. Choinki po raz pierwszy pojawiły w 1833 roku – zwyczaj ten został przyniesiony przez króla Ottona I, króla Grecji (syna króla Bawarii). Tradycyjnym greckim zwyczajem jest ozdobiona łódź lub statek.

### Inne kraje
W krajach pozaeuropejskich związanych z katolicyzmem spotyka się rysy charakterystyczne dla danej kultury:
- Boliwijczycy w Wigilię święcą własnoręcznie wykonane figurki. Następnie trwa całonocna zabawa.
- W Kolumbii świętuje się już od 8 grudnia, przystrajając krzewy ozdobami i lampkami. Nie ma wieczerzy, ale po ostatniej mszy świętuje się przez całą noc.
- W Meksyku, gdzie święta są obchodzone w atmosferze religijnej, typowym zwyczajem jest piniata[29].
- Na Filipinach przez cały okres Adwentu zdobi się domy i ulice oraz przedstawia się szopkę z udziałem aktorów.
- W Kamerunie, gdzie święta przypadają na okres wakacji i wzmożonych prac polowych, Wigilia jest dniem wolnym; pali się wówczas ogniska, czyta Biblię i śpiewa pieśni.
- W Panamie dużą uwagę przywiązuje się do świecidełek za oknem. Wieczerza wigilijna nie istnieje. W wielu domach jest to normalny dzień jak każdy inny.

## Wigilia w sztuce
Motyw wigilii Bożego Narodzenia został wykorzystany przez Jacka Malczewskiego w obrazie olejnym Wigilia na Syberii z roku 1892. Obraz ten w 1980 stał się inspiracją dla Jacka Kaczmarskiego do napisania wiersza „Wigilia na Syberii”. Wigilię przedstawił również Carl Larsson w akwareli namalowanej w roku 1904.